# Platyrhinoidis triseriata
Platyrhinoidis triseriata is een vissensoort uit de familie van de waaierroggen (Platyrhinidae). De wetenschappelijke naam van de soort is voor het eerst geldig gepubliceerd in 1880 door Jordan & Gilbert.